# ويليام كارول
ويليام كارول (بالإنجليزية: William Carroll) هو عسكري وسياسي أمريكي، ولد في 3 مارس 1788 في بيتسبرغ في الولايات المتحدة، وتوفي في 22 مارس 1844 في ناشفيل في الولايات المتحدة. حزبياً، نشط في الحزب الجمهوري الديمقراطي والحزب الديمقراطي. وقد انتخب حاكم تينيسي ‏ (1 أكتوبر 1829 – 1 أكتوبر 1835) وانتخب حاكم تينيسي ‏ (1 أكتوبر 1821 – 1 أكتوبر 1827).